# Hohenrad (Spalt)

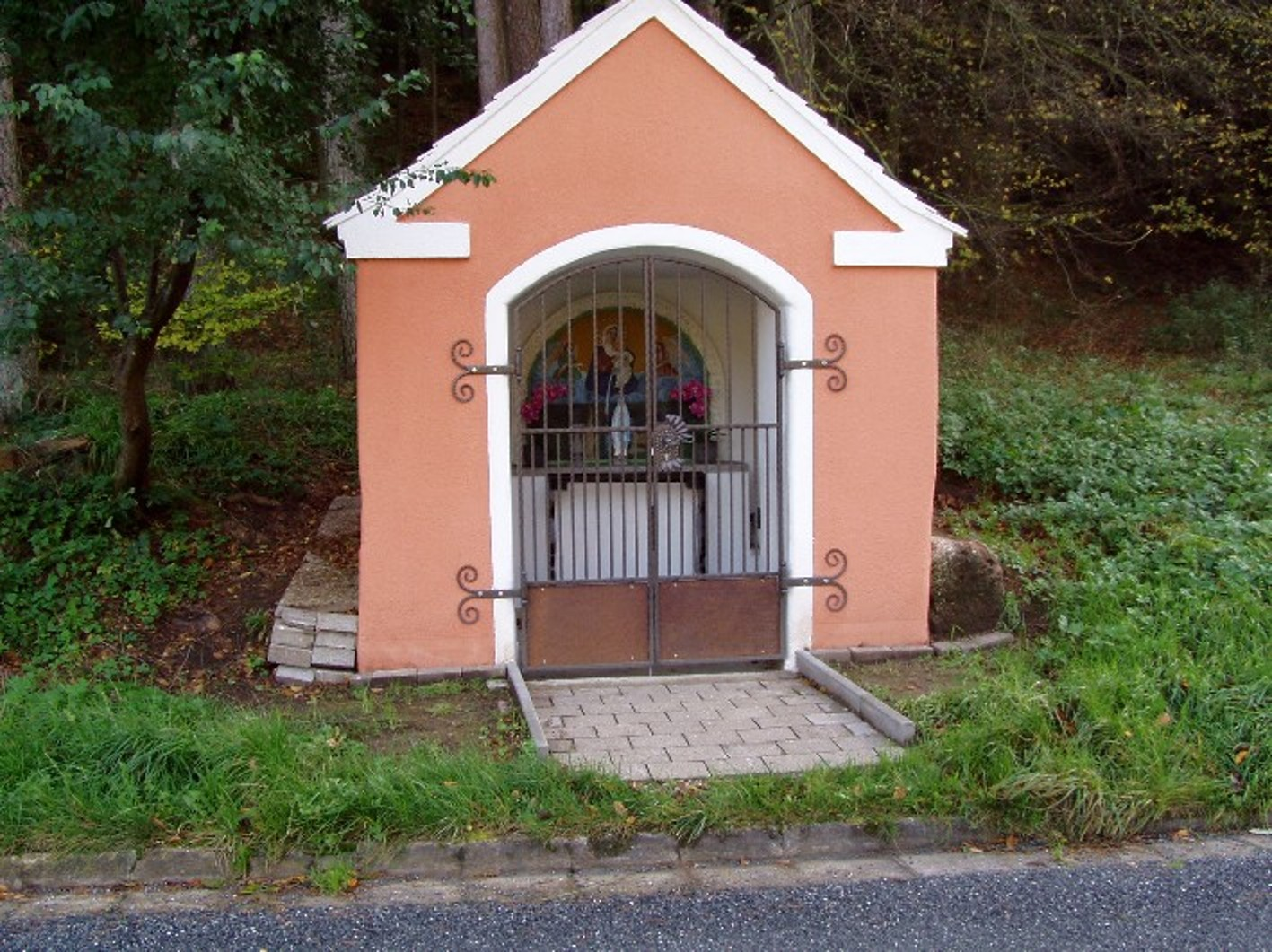
Wegkapelle

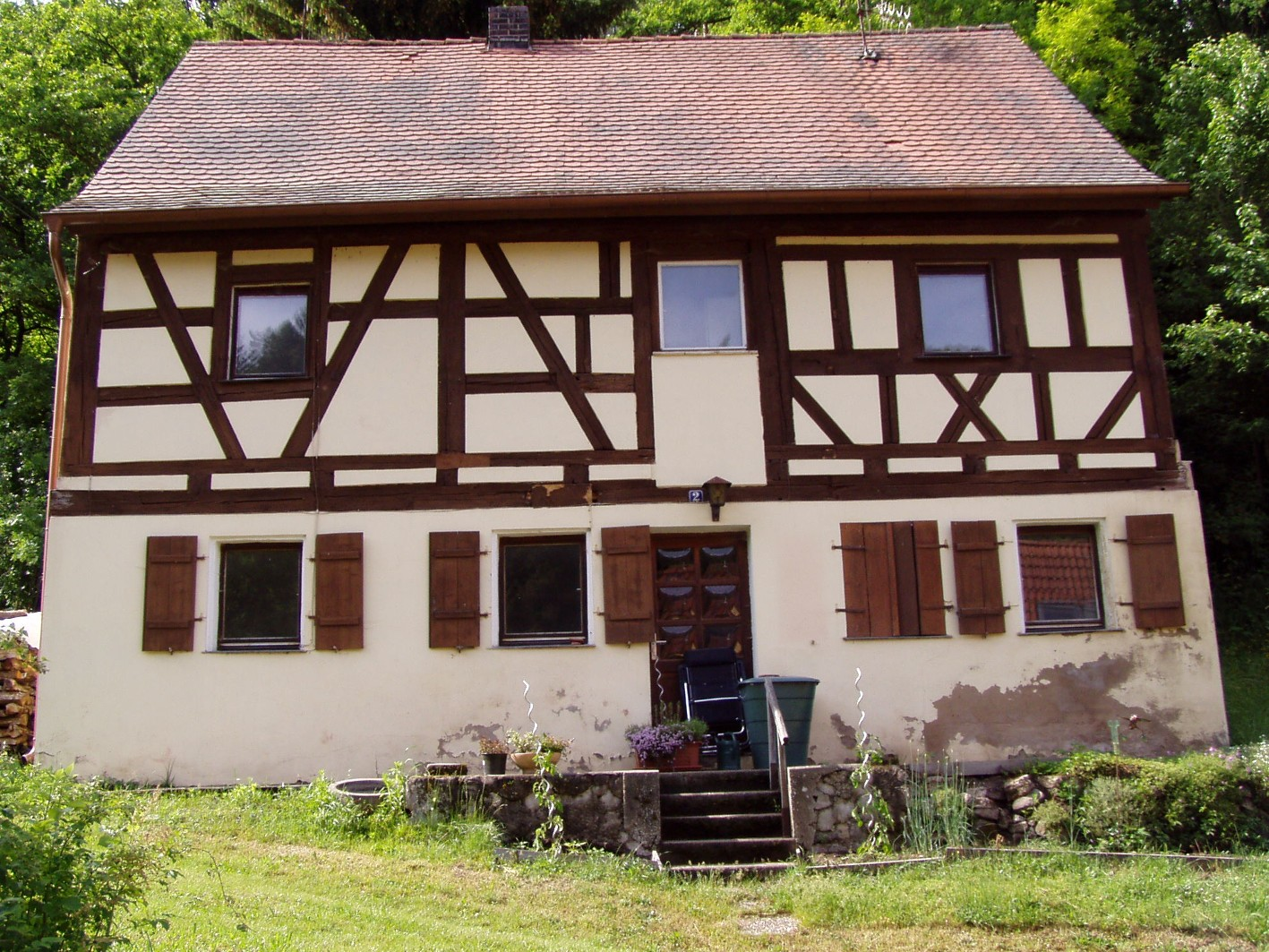
Wohnhaus

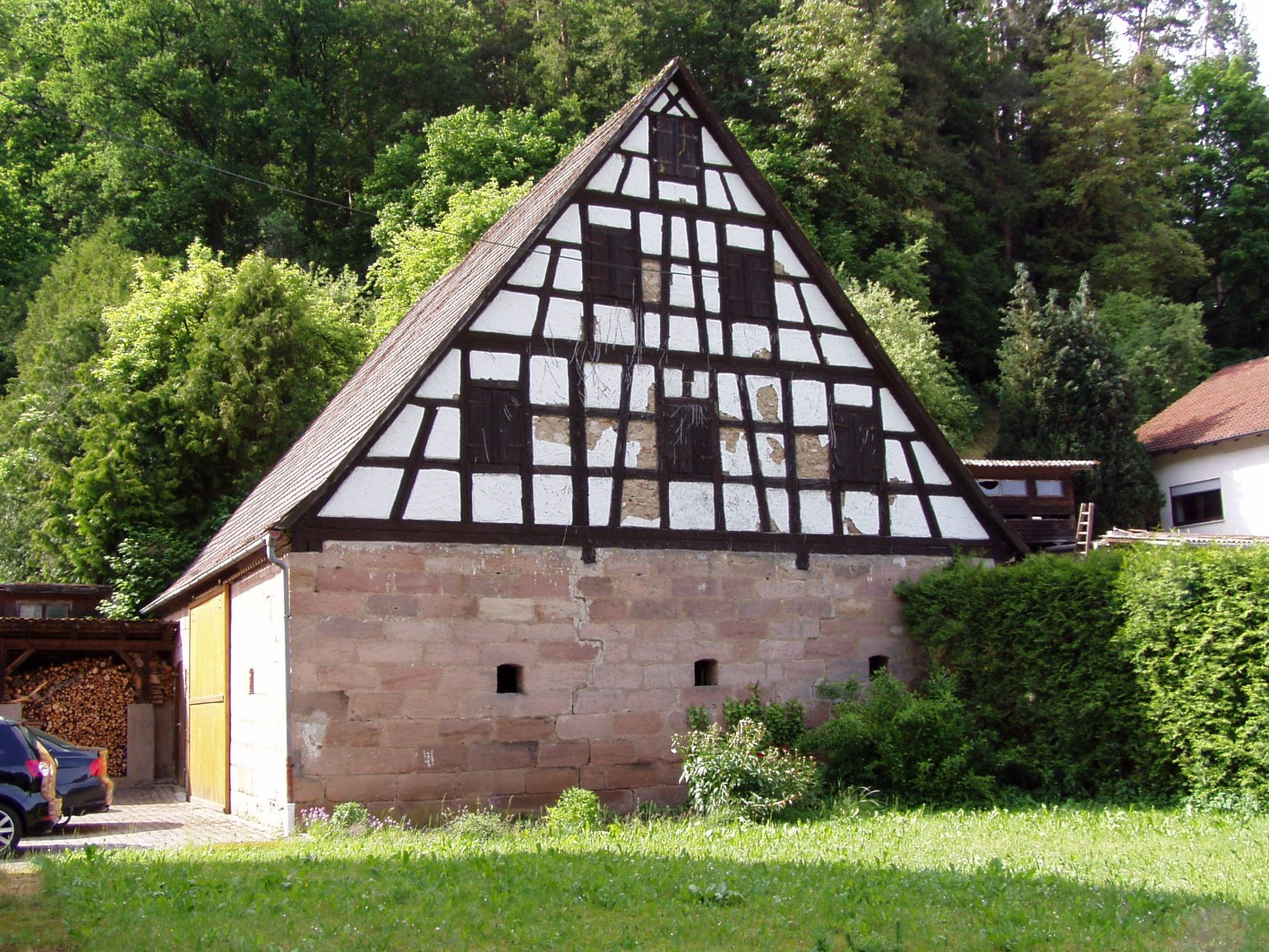
Scheune

Hohenrad (fränkisch: Houngrohd) ist ein Gemeindeteil der Stadt Spalt im Landkreis Roth (Mittelfranken, Bayern). Hohenrad liegt in der Gemarkung Wernfels.

## Geografie
Der Weiler liegt inmitten des Spalter Hügellandes am Erlbach, der als rechter Zufluss dort in die Fränkische Rezat mündet, in unmittelbarer Nachbarschaft des Weilers Höfstetten. 0,2 km südöstlich befindet sich im „Eichenwald“ ein Burgstall.
Hohenrad liegt an der Staatsstraße 2223, die an der Stiegelmühle vorbei nach Wassermungenau zur Bundesstraße 466 (3 km nördlich) bzw. am Nagelhof und Trautenfurt vorbei nach Spalt führt (3,2 km südöstlich), und an der Staatsstraße 2723, die nach Untererlbach führt (2,3 km westlich).

## Geschichte
Der Ort wurde 1407 als „Fulsackzmul“ erstmals urkundlich erwähnt, benannt nach dem Namen ihres Besitzers Fulsacker. 1615 wurde sie erstmals als „Hohenradter Mühle“ erwähnt, benannt nach dem oberschlächtigen Mühlrad. Die Hofstätte neben der Fulsackzmul wurde 1447 als „Luftzhof“ erstmals urkundlich erwähnt, das dann später „Gänshaus“ genannt wurde. 1671 gab es in Hohenrad ein Anwesen, das dem Kastenamt Spalt unterstand.
Gegen Ende des 18. Jahrhunderts bestand Hohenrad weiterhin nur aus einem Anwesen. Das Hochgericht übte das eichstättische Pflegamt Wernfels-Spalt aus. Die Mahlmühle hatte das Kastenamt Spalt als Grundherrn.
Im Rahmen des Gemeindeedikts wurde Hohenrad dem 1808 gebildeten Steuerdistrikt Wernfels und der 1811 gegründeten Ruralgemeinde Wernfels zugeordnet. 1818 und 1840 und ab 1925 durchgängig ist mit Hohenrad auch das Gänshaus gemeint. Am 1. Mai 1978 wurde Hohenrad im Zuge der Gebietsreform in Bayern nach Spalt eingegliedert.

### Baudenkmäler
- Haus Nr. 2: Wohnhaus und Scheune[13]
- Wegkapelle[13]

### Einwohnerentwicklung
| Jahr      | 001818 | 001840 | 001861 | 001871 | 001885 | 001900 | 001925 | 001950 | 001961 | 001970 | 001987 | 002023 |
| Einwohner | 14     | 15     | 15     | 22     | 18     | 18     | 19     | 20     | 28     | 17     | 19     | 29     |
| Häuser    | 3      | 2      |        |        | 3      | 4      | 4      | 4      | 4      |        | 5      |        |
| Quelle    | [ 15 ] | [ 16 ] | [ 17 ] | [ 18 ] | [ 19 ] | [ 20 ] | [ 21 ] | [ 22 ] | [ 23 ] | [ 24 ] | [ 25 ] | [ 1 ]  |

## Religion
Der Ort ist römisch-katholisch geprägt und bis heute nach St. Wenzeslaus (Theilenberg) gepfarrt. Die Einwohner evangelisch-lutherischer Konfession sind nach St. Andreas (Wassermungenau) gepfarrt.